# Cucina ascolana
La cucina ascolana è l'insieme dei piatti della tradizione culinaria di Ascoli Piceno e delle zone limitrofe.

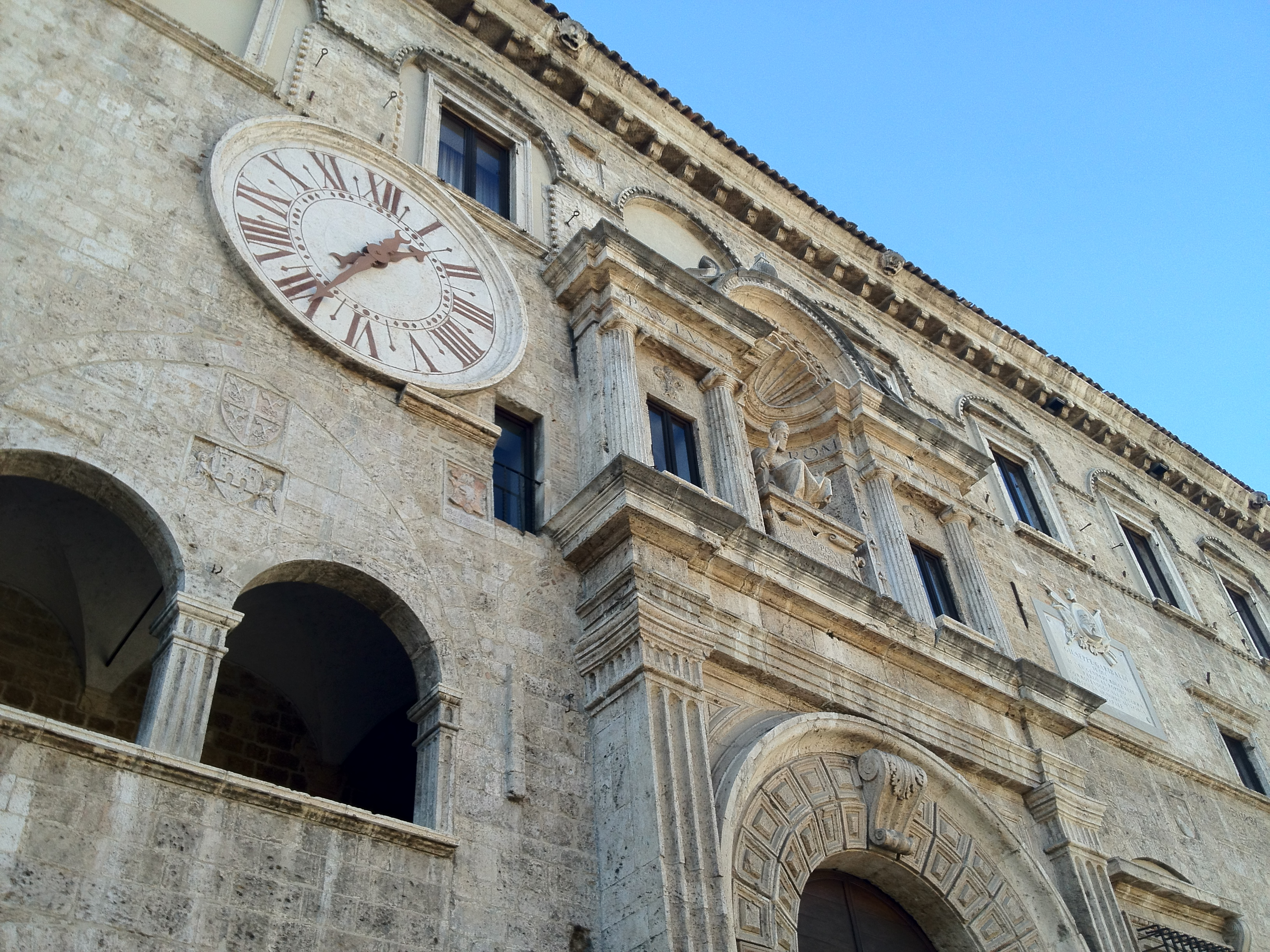
Facciata esterna Palazzo dei Capitani.

## Primi piatti
Tra i primi piatti si deve tener conto di vari tipi di pasta: ravioli, cannelloni, tagliatelle, pappardelle, maltagliati, cappelletti e molti altri. Non mancano gnocchi, risotti, minestre, zuppe (specialmente di farro) e la polenta. Sughi tradizionali sono a base di pomodoro, carne di maiale, pesce e verdure. Il più tipico è quello di magro, denominato appunto "all'ascolana", con oliva tenera, tonno, pomodoro, alici e prezzemolo, tradizionalmente gustato con i bucatini.

### Timballo ascolano
Da segnalare anche il timballo ascolano, simile alle lasagne, ma con aggiunta di mozzarella e ragù di solo manzo. È il piatto delle feste più solenni, come Natale e sant'Emidio.

## Carni
Piatti tipici a base di interiora sono la coratella di agnello (preparata con fegato, polmoni, cuore e altre interiora, accompagnata con uova e servita come antipasto), le frattaglie di vitello, le spëndatùrë (pagliata al forno), la trippa, (servita spesso al sugo), i fagioli con le cotiche (cucinati con sugo e accompagnati con pezzi di prosciutto) e i fegatini. Tra i salumi sono da annoverare il ciauscolo e i tradizionali salami, lonze (come vengono definite i capocolli), prosciutti e salsicce fresche, anche di fegato, che vengono consumate principalmente crude. Piatto della tradizione è la carne (pollo, coniglio e agnello principalmente) spezzata e rosolata in padella con un fondo di lardo e erb aromatiche, definita Ngip 'ngiap (es. pùllë 'ngip 'ngiap). Altri piatti sono l'arrosto (pëluóttë) il sanguinaccio, la pancetta ('rassëmmàgrë, ovvero "grasso e magro"), i piccioni (allo spiedo o ripieni), il tordo e le lumache (li ciammarìchë). Diffusa in tutta la zona centrale dell'Italia centrale, la porchetta non manca ad Ascoli e provincia, soprattutto in occasioni di feste e fiere.

## Pesce
Da sempre legata al mare Adriatico tramite il fiume Tronto, Ascoli presenta una discreta quantità di piatti a base di pesce. Tra i più tradizionali sono l'aringa, il baccalà, il capitone e lo stoccafisso. Non mancano piatti a base di molluschi, come seppie e calamari. Tipico delle feste di paese è la frittura di pesce (calamari e pesce azzurro). 

## Verdura e legumi
Tra i piatti a base di verdure e legumi ci sono zuppe, insalate e grigliate. Gli odori più utilizzati sono quelli tipici della zona mediterranea, quali: rosmarino, aglio, cipolla, prezzemolo, peperoncino, origano, salvia e altri. Piatto tipico della cucina povera della campagna ascolana è la mëstëcànza, un'insalata mista delle varie erbe e verdure che abbondano negli orti e nei prati, condita con sale, olio e aceto. Tra le molte componenti (variabili) della mesticanza sono presenti lattuga, radicchio, cicoria, indivia, rucola, sedano, finocchio, pomodori verdi, borragine e molte altre. Carciofi, broccoli e zucchine se fritti rientrano nella frittura mista ascolana, di cui si parlerà successivamente; anche le foglie di salvia possono essere fritte. 
Il basilico durante la celebrazione del santo patrono di Ascoli, sant'Emidio, che si tiene il 5 agosto, viene tradizionalmente venduto di fronte al duomo, per via della leggenda che tramanda che sulla tomba del santo nacque una pianta di basilico.

## Pane, pizze e dolci
La tradizionale focaccia bianca ascolana è la cosiddetta cacciannanzë, condita con aglio, olio e rosmarino. Deve il nome al fatto che quando ad Ascoli e dintorni si infornava il pane si metteva prima di esso una pizza bianca ottenuta dalla stessa massa, così da controllare la giusta temperatura e capacità di cottura del forno a legna. Così, tale focaccia prese il nome di cacciannanzë, termine che riconduce il suo significato alle parole dialettali caccià, ossia tirare fuori, e 'nnanzë, cioè prima. Anche altri tipi di focaccia fanno parte della tradizione ascolana, come la pizza con gli sfricoli (pezzetti di lardo) o con le olive.
La zuppa inglese è un dolce molto diffuso e viene comunemente chiamato pizza dolce. Tra le paste si segnala la cosiddetta “pierina”, un bignè ripieno di crema con gocce di cioccolato e zucchero a velo. Biscotti con mosto, maritozzi e crostate sono altri dolci tradizionali.
Da non tralasciare le crispelle (da non confondere con le crespelle abruzzesi, simili alle crêpes), grandi e croccanti tondi di pastella fritta a base di uova, sale e farina, spesso accompagnate con fette di prosciutto crudo.

## Il fritto misto all'ascolana

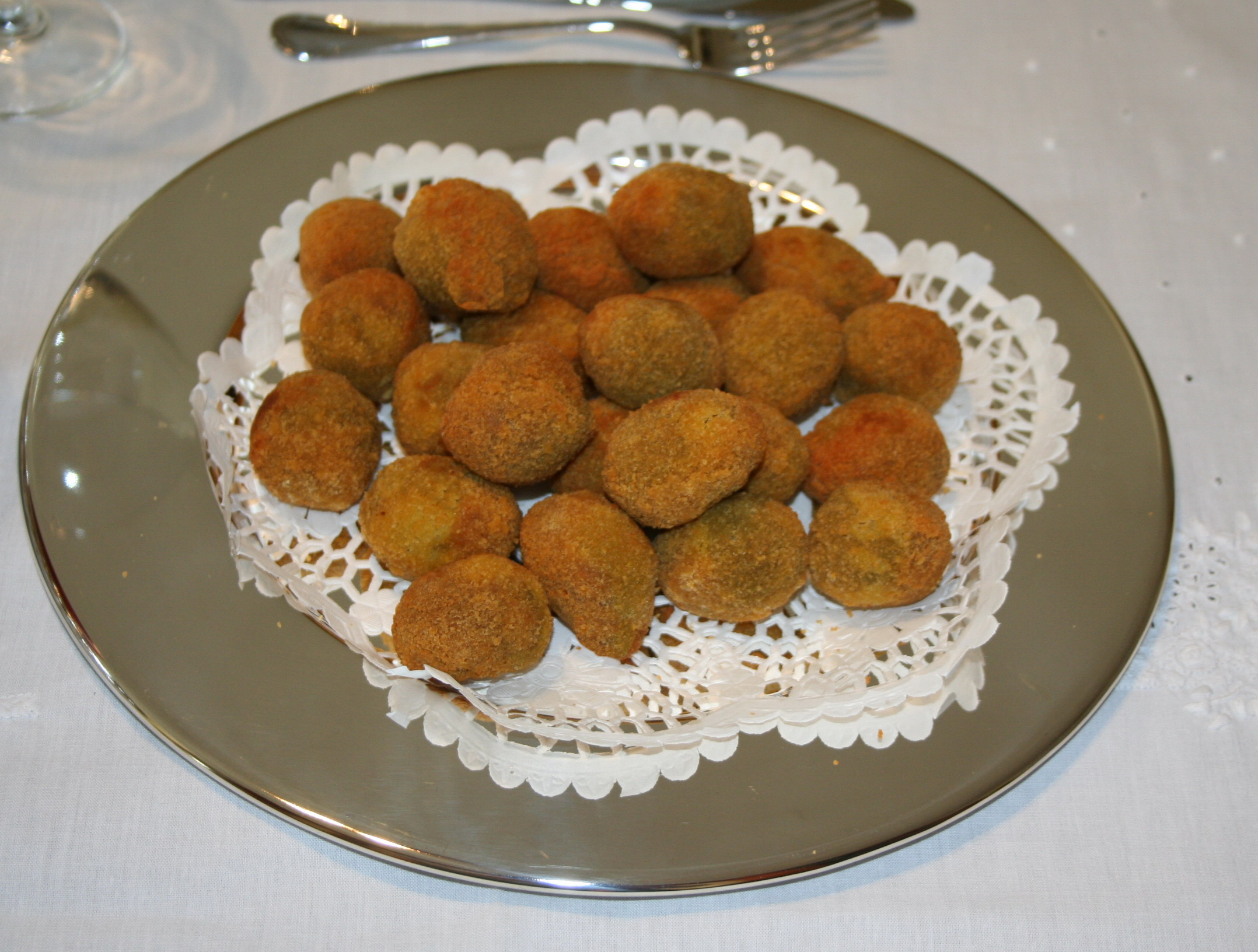
Olive ascolane.

Tale insieme di fritti comprende, oltre alle olive ascolane, i cremini (cubetti di crema fritta), verdure fritte (zucchine, carciofi, broccoli) e cotolette impanate e fritte di agnello (con l'osso). La frittura è il piatto tradizionale del pranzo domenicale e della maggior parte delle celebrazioni, dal Natale alla festa patronale di sant'Emidio.

### Le olive all'ascolana
Piatto più celebre della cucina ascolana e simbolo della sua tradizione culinaria sono senza dubbio le olive all'ascolana, olive verdi della varietà "tenera ascolana", denocciolate e ripiene di carne mista (manzo, maiale e pollo) macinata dopo la cottura, impanate e fritte. Il ripieno contiene anche parmigiano, rossi d'uovo e noce moscata in quantità variabili; l'impanatura (di farina e pangrattato) viene legata con uova.

## L'oliva tenera ascolana
Le olive verdi utilizzate per la preparazione delle olive ascolane appartengono alla varietà "Ascolana Tenera" del genere Olea europaea sativa, conosciuta anche in epoca romana. Le drupe, dopo essere state raccolte dalla pianta, prima che abbiano raggiunto lo stato di piena maturazione vengono immerse in un bagno di soluzione potassica che ne estrae il sapore amaro. Trascorso il tempo necessario, sono sottoposte ad alcuni lavaggi con sola acqua e successivamente messe in salamoia, soluzione di conservazione cui si aggiungono anche piccole quantità di finocchio bastardo (l'aneto). La varietà dell'Oliva Ascolana del Piceno era già conosciuta e ricordata da Catone, Plinio, Marziale e Petronio (che le cita nel Satyricon) e fu apprezzata anche da Sisto V, Giuseppe Garibaldi e dai compositori Gioachino Rossini e Giacomo Puccini.

## Altri piatti e ingredienti
Non sono da tralasciare patate, funghi, tartufi e frutta secca. I formaggi e gli altri latticini (di mucca o di pecora) occupano poi posizioni di rilievo, in particolare la caciotta, il pecorino e la ricotta. 

## Prodotti tipici piceni

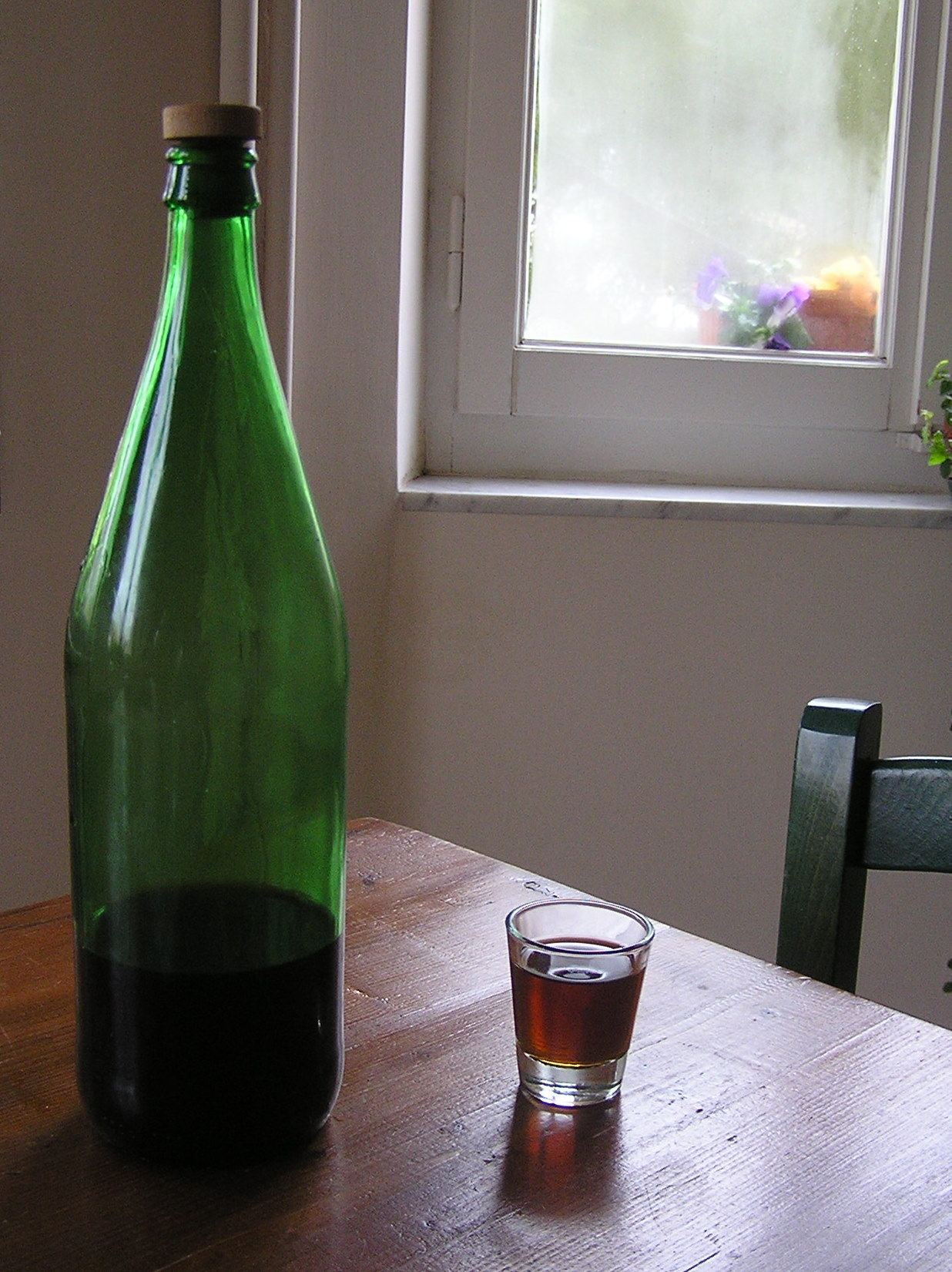
Vino cotto.

- Vini del territorio ascolano sono il Rosso Piceno (novello e Superiore)  il Falerio dei Colli Ascolani, Vino Pecorino. Tradizionale delle zone rurali e montane è il vino cotto, diffuso in tutte le Marche meridionali e parte del vicino Abruzzo. La sapa invece è il mosto cotto, utilizzato per dolci. Distillato simbolo della città è l'Anisetta Meletti, liquore d'anice prodotto dalla Ditta Silvio Meletti.

- Marroni piceni. Il castagno, frutto autunnale, ha rappresentato per secoli una delle pochissime fonti di sostentamento dell'alto territorio piceno, per cui una buona parte della vita sociale si svolgeva sotto le sue chiome. Terreno da pascolo, alimento per animali, legna da ardere oltre che prezioso frutto. Dal castagno derivano i Marroni, coltivati con successivi innesti nei secoli passati, oggi particolari cultivar caratterizzano il territorio, Marrone Biondo, Marrone di Tallacano, Marrone Tallacano di razza, Pallante, Marroncino dell'Ascenzione, Marrone delle Piagge. Sono i Marroni dei Monti della Laga e dei Monti Sibillini.

Funghi porcini piceni. I porcini si nascondono tra le querce, in particolare le roverelle, il cerro ed il carpino nero e nel loro sottobosco, fatto di ginestre, ginepri e quant'altro, tra i boschi di castagno e, oltre i 1000 m, fra i faggi.

## I piatti delle feste

### Il periodo natalizio
Nel menù ascolano della Vigilia di Natale non possono mancare gli spignoli, rustici fritti simili a frittelle e contenenti broccoli, acciughe, mele o semplicemente vuoti. Primo tradizionale della Vigilia sono gli zitoni (lunghe penne non rigate) col tradizionale sugo di magro, fatto con salsa di pomodoro, tonno, olive, alici e prezzemolo.
Primo piatto del pranzo di Natale sono i cappelletti in brodo, mentre tra i dolci spiccano il frustingo (dolce a base di frutta secca, fichi e cacao), il croccante e i sassi d'Abruzzo (mandorle tostate e ricoperte di cacao e zucchero). Nel cenone di Capodanno il cotechino con le lenticchie la fa da padrone.

### Carnevale
Il Carnevale di Ascoli Piceno ha una lunga tradizione che include anche l'aspetto gastronomico. Cibo tipico del Carnevale sono i ravioli. I ravioli di Carnevale sono di due tipi: quelli ripieni di carne da mangiare come primo piatto e quelli fritti con ripieno dolce. 
I ravioli di carne possono essere mangiati col sugo di pomodoro o in bianco con formaggio (detti incaciati), spesso sono insaporiti con la cannella. I ravioli fritti sono ripieni tradizionalmente con una crema di marroni, cacao e liquori, ma possono anche contenere crema pasticcera. Esiste anche una versione di ravioli fritti ripiena di carne macinata di gallina, e quindi non dolce ma salata. Non mancano poi castagnole, frappe e la cicerchiata.

### Pasqua

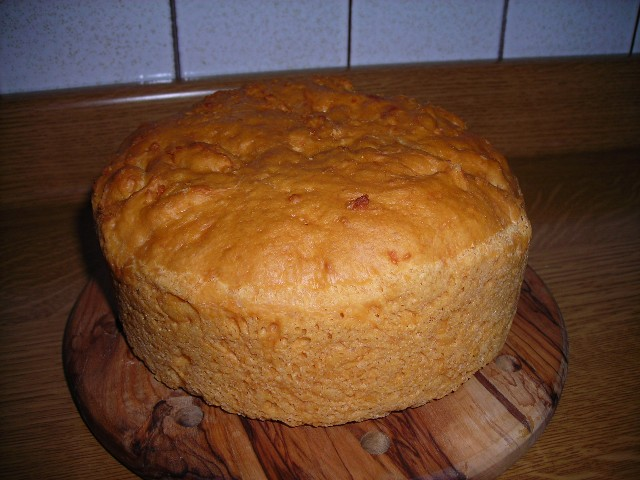
Pizza di Pasqua.

Le pietanza tipiche della Pasqua sono quelle che tradizionalmente si consumavano durante la colazione della Domenica di Pasqua, anche se ormai tali prodotti vengono sempre più serviti durante il pranzo. Si tratta dei piconi, della pizza di Pasqua, delle uova sode e del salame. I piconi sono rustici di pasta all'uovo contenenti un morbido ripieno a base di formaggio: pecorino (che in base alla quantità fornisce un sapore più o meno piccante) e parmigiano. La pizza di Pasqua, diffusa in tutta l'Italia centrale è invece una torta di formaggio dalla morbida consistenza (e dalla forma simile a quella del panettone), e si accompagna spesso con fette di salame. La pizza pasquale ha anche una versione dolce, senza formaggio ma con canditi.

## Rapporti con le cucine dei territori vicini
La cucina ascolana è ascrivibile per tradizione, storia e ingredienti base a quella del resto delle Marche, dell'Umbria e dell'Abruzzo, presentando forti affinità in molti piatti e pietanze: tagliatelle, cappelletti per quanto riguarda i primi, pizze pasquali, frustingo e cicerchiata per i prodotti dolciari e di panetteria, e anche salumi, formaggi e secondi piatti. Le olive ascolane e il fritto misto si sono rapidamente diffusi in tutta la regione e nel vicino Abruzzo,  arrivando anche a Roma per via dell'immigrazione interna. Le olive hanno subito varianti a seconda delle zone di diffusione, tanto che in Val Vibrata è comune trovarle ripiene di salsiccia, mentre nella costa della provincia di Ascoli Piceno esiste la variante con ripieno di pesce. Anche piatti tipici abruzzesi sono penetrati in territorio piceno, come la pecura 'ncallara (stufato di pecora tipico della Valle Castellana e del resto dei monti della Laga) e gli arrosticini, piatto simbolo della cucina abruzzese.